# Henk van Buuren
Henk van Buuren (Den Haag, 7 mei 1893 - aldaar, 19 april 1976) was een Nederlandse acteur. Hij was bekend om zijn rol als Valentijn in de film Fanfare.

## Filmografie
- Wilton's Zoo (1939, niet op aftiteling)
- Drie weken huisknecht (1944)
- De dijk is dicht (1950)
- Rechter Thomas (1953)
- Fanfare (1958)
- Sabrina (1963)
- Nocturne (1964)
- De vuurproef (1968)

## Televisieseries
- Arthur en Eva (1963)
- De verlossing (1975)